# NGC 1247
NGC 1247 ist eine Spiralgalaxie vom Hubble-Typ Sbc im Sternbild Eridanus am Südsternhimmel. Sie ist schätzungsweise 174 Millionen Lichtjahre von der Milchstraße entfernt und hat einen Durchmesser von etwa 175.000 Lj. Gemeinsam mit NGC 1241, NGC 1242, PGC 11824 und PGC 11937 bildet sie die NGC 1241-Gruppe.
Im selben Himmelsareal befinden sich u. a. die Galaxien NGC 1238 und IC 1897.
Das Objekt wurde am 10. Dezember 1798 vom deutsch-britischen Astronomen Wilhelm Herschel entdeckt.